# Alsómihályi
Alsómihályi (1899-ig Mihályi, szlovákul Michaľany, kiejtéseⓘ [miçɐɫɐni]) község Szlovákiában, a Kassai kerület Tőketerebesi járásában.

## Fekvése
Az Észak-Alföldön, az Eperjes–Tokaji-hegységtől keletre, közvetlenül a magyar-szlovák határ mellett, Tőketerebestől 16 km-re délnyugatra, a Ronyva-patak bal partján fekszik. Vasúton a Kassa–Csap vonalon érhető el.

## Története
1252-ben említik először, de területe már az újkőkorszakban is lakott volt, amikor a bükki kultúra települése állt itt. A falu akkor keletkezett, amikor 1252-ben IV. Béla területét Bertold fia Mihálynak, a település névadójának adja. 1273-ban „Kismihaly”, 1289-ben „Mygael”, 1389-ben „Kysmihaly”, 1404-ben „Kismihaly”, 1409-ben „Mygael”, 1459-ben „Mihali” alakban jelenik meg az írott forrásokban. 1405-ben az Isépy, Cseley és Doby családok birtoka, később több nemesi családé. 1787-ben 57 házában 384 lakos élt.
A 18. század végén Vályi András így ír róla: „MIHÁLYI. Magyar, és tót falu Zemplén Várm. földes Urai Szerdahelyi, és több Urak, lakosai elegyesek, fekszik Legenyének, és Lasztócznak szomszédságában, térséges határja három nyomásbéli, gabonát, és árpát terem, erdejek tsekély, rét nélkűl szűkölködik, piatza Kassán, vagy Újhelyben.”
1828-ban 76 háza volt 562 lakossal, akik főként mezőgazdaságból éltek. Lakói részt vettek az 1831-ben kitört koleralázadásban.
Fényes Elek 1851-ben kiadott geográfiai szótárában így ír a faluról: „Mihályi, magyar-orosz falu, Zemplén vmegyében, Abauj vmegye szélén: 103 romai, 100 görög kath., 305 ref., 60 zsidó lak., ref. anyaszentegyházzal, 930 hold szántófölddel. F. u. többen. Ut. p. Velejte.”
Borovszky monográfiasorozatának Zemplén vármegyét tárgyaló része szerint: „Alsómihályi, azelőtt egyszerűen Mihályi. Az ú. n. Ronyvaháton fekvő kisközség, 103 házzal és 575 lakossal, kiknek nagyobb része magyar és ev. ref. vallásu. Postája, távírója és vasúti állomása Legenyemihályi. Ez a község attól a Berthold fia Mihálytól vette a nevét, ki e birtokot 1252-ben IV. Bélától kapta. 1320-ban Tholdi Bothond fia Péteré, de I. Károly 1324-ben Tholdi Istvánnak, másként Monaky Istvánnak adományozza. 1405-ben az Isépi, Cselei és a Dobi családok az urai s ekkor Kis-Mihály néven van említve. 1425-ben Beke Mártont és Ricsey Ambrust iktatják részeibe. 1435-ben a Dobi és a Monaky család birtoka. 1469-ben a birtok fele Szapolyai Imréé, de ez időtájt a Ruszkai Korniss és a Lengyel családoknak is van itt részük. 1527-ben Szapolyai János a maga részét tokaji várnagyának: Lasztóczi Boldizsárnak adományozza. Az 1598-iki összeírás szerint Monaky Péter és Vékey István, Lajos, Mihály és Ambrus a birtokosai. 1665-ben a község felét a fiúsított Monaky Anna, Andrássy Mátyásné bírja, míg a másik felét 1690-ben Barlogh István megveszi Putnoky Magdolnától. Ettől a Beőthy család birtokába kerül, de 1767-ben Nedeczky János lesz az ura. 1774-ben a Lasztóczy-féle részt is a Lasztóczy utódai birtokolják s ekkor Nedeczky János, Bekes József, Galambos István, a Nyomárkay, Kövér, Balogh, Kassay és Kovács családok az urai, ujabban pedig, a Galambos családon kívül, még a Batta s a Paizsoss családok is. Ez időszerint Girzsik Adolf özvegyének van itt nagyobb birtoka. 1663-ban a pestis, 1831-ben a kolera és az ennek nyomában keletkezett pórlázadás zavarta meg a község fejlődését, míg 1827-ben egészen porrá égett. Van itt egy régi úrilak is, melyet még a Nedeczkyek építtettek s ez most özv. Girzsik Adolfnéé. Két temploma közül a róm. kath. templom a XVII. században épült, s 1880-ban megujították. A régi református templom 1785-ben épült, de legújabban lebontották és helyébe újat építettek. A község határában kőolajfinomító gyár van.”
A 20. század elején határában kőolajat találtak. 1920-ig Zemplén vármegye Sátoraljaújhelyi járásához tartozott. 1938 és 1944 között újra Magyarország része volt.

## Népesség
| Év:            | 1994. | 2004.   | 2014.    | 2024.    |
| -------------- | ----- | ------- | -------- | -------- |
| Emberek száma: | 1721  | 1755    | 1946     | 1735     |
| Eltérés:       |       | +1,97 % | +10,88 % | -10,84 % |

| Év:            | 2023. | 2024.   |
| -------------- | ----- | ------- |
| Emberek száma: | 1743  | 1735    |
| Eltérés:       |       | -0,45 % |

1880-ban 582 lakosából 406 magyar, 46 német és 115 szlovák anyanyelvű volt. Ebből 191 református, 209 római katolikus, 111 görögkatolikus, 66 izraelita és 5 evangélikus vallású volt.
1890-ben 558 lakosából 495 magyar, 5 német és 58 szlovák anyanyelvű volt.
1900-ban 575 lakosából 568 magyar, 1 német, 4 cigány és 2 szlovák anyanyelvű volt.
1910-ben 712 lakosából 697 magyar és 15 német anyanyelvű volt. Ebből 236 református, 211 római katolikus, 165 görögkatolikus, 90 izraelita és 10 evangélikus vallású volt.
1921-ben 836 lakosából 312 magyar, 46 zsidó, 6 orosz, 430 csehszlovák, 9 egyéb nemzetiségű és 33 állampolgárság nélküli volt. Ebből 214 református, 340 római katolikus, 187 görögkatolikus, 68 izraelita, 7 evangélikus és 20 egyéb vallású volt.
1930-ban 1181 lakosából 140 magyar, 28 zsidó, 4 ruszin, 1 német, 966 csehszlovák, 6 egyéb nemzetiségű és 36 állampolgárság nélküli volt. Ebből 501 római katolikus, 211 református, 255 görögkatolikus, 96 izraelita, 15 evangélikus és 103 egyéb vallású volt.
1941-ben 1130 lakosából 930 magyar, 133 szlovák és 16 egyéb nemzetiségű volt.
1970-ben 1531 lakosából 41 magyar, 1483 szlovák és 7 ismeretlen nemzetiségű volt.
1980-ban 1764 lakosából 22 magyar, 5 cseh, 1731 szlovák és 6 ismeretlen nemzetiségű volt.
1991-ben 1778 lakosából 51 magyar, 75 cigány, 4 cseh, 1644 szlovák és 4 ismeretlen nemzetiségű volt.
2001-ben 1749 lakosából 1657 fő szlovák, 44 cigány és 42 magyar.
2011-ben 1918 lakosából 1512 fő szlovák, 47 cigány, 24 magyar, 3 ruszin, 1 ukrán, 1 orosz, 1 egyéb és 329 ismeretlen nemzetiségű. Ebből 888 római katolikus, 423 görögkatolikus, 140 református, 29 pravoszláv, 18 jehovista, 337 ismeretlen vallású és 59 nem vallásos volt.
2021-ben 1744 lakosából 1565 szlovák, 51 cigány, 19 magyar (1,09%), 7 cseh, 2 ukrán, 1 orosz, 1 egyéb, 98 ismeretlen nemzetiségű.

## Nevezetességei
- Klasszicista nemesi kúria a 19. század első feléből.
- A falunak gyermeknéptánc-csoportja, cigány folklórcsoportja és fúvósegyüttese van.